# فوکه-وولف اف‌و ۱۵۹
فوکه-وولف اف‌و ۱۵۹ (به آلمانی: Focke-Wulf Fw 159) یک هواگرد بال‌چتری تک موتوره تک سرنشین از نوع جنگنده ساخت شرکت فوکه-وولف بود که نخستین پروازش را در سال ۱۹۳۵ انجام داد. این هواگرد هیچگاه وارد خط تولید نشد و در مجموع تنها ۳ فروند از آن تولید گردید.

## طراحی و توسعه
فوکه-وولف در رقابت با سه شرکت دیگر برای تکمیل درخواست وزارت هوانوردی رایش سوم مبنی بر یک هواگرد جنگنده تمام فلزی بال‌پایین جهت جایگزینی هاینکل اچ‌ایی ۵۱ و آرادو آر ۶۸ در سال ۱۹۳۴ (هواگرد مسلح شماره ۴)، اف‌و ۱۵۹ را ارائه کرد. دلیل تأکید بر بال‌پایین بودن این هواگرد، منسوخ شدن پیکربندی‌های دیگر از جمله دوباله و بال‌چتری پیش از آن زمان بود. وزارت هوانوردی در درخواست خود خواهان سه پیش‌نمونه پیش از پایان سال ۱۹۳۴ شده بود. اف‌و ۱۵۹ که همانند سایر رقبا از موتور جدید یونکرس یومو ۲۱۰بی بهره می‌برد، با شاسی نیمه یکپارچه پیکربندی بال‌چتری خود را از هواگرد آموزشی موفق شرکت، اف‌و ۵۶ به ارث برده بود. این بال چتری با میله تقویت‌شده بود. همان موفقیت اف‌و ۵۶ باعث شد که با وجود بال‌چتری بودن اف‌و ۱۵۹ ورود آن به رقابت جنگنده جدید، توسط وزارت هوانوردی مورد پذیرش واقع شود. بال چتری میدان وسیعی در جانب پایین هواگرد به خلبان داده بود. اتاقک سرپوشیده دارای بخش پیشین ضدگلوله و ارابه فرود آن با اهرم توسط خلبان جمع شونده رو به عقب داخل بخش زیرین بدنه بود. این درحالی بود که ترکیب بال‌چتری و ارابه فرود جمع شونده در هواگردها نادر و به کارگیران آن انگشت شمار بوند. با وجود منحصر به فرد بودن ساختار آن فرایند جمع شدن ارابه فرود پیچیده و مشکل آفرین به نظر می‌آمد. آسمانه کابین روی دو ریل به سمت عقب باز می‌شد. چرخ‌های ارابه فرود دارای ترمز و سیستم تعلیق هیدرولیکی بودند. محفظه سوخت ۳۲۰ لیتری زیر کابین خلبان و جلوتر از آن قرار داشت. جهت سهولت فرایند تعمیر و نگهداری بخش جلویی بدنه در قالب چند قسمت دورالومینی برای دسترسی به موتور و تسلیحات به صورت کامل جداشدنی بود. این حالت تنها به خاطر بال‌چتری بودن آن امکان‌پذیر بود و هواگردهای بال‌پایین قادر به استفاده از آن نبودند. بال‌ها نیز از دورالومین ساخته شده بودند.
پیش‌نمونه اول نخستین بار در فرودگاهی در برمن در ۱۶ دسامبر ۱۹۳۵ به پرواز درآمد. پس از برخاستن هواگرد ارابه فرود به راحتی جمع شد اما پس از انجام بدون مشکل نیم ساعته پرواز آزمایشی، هنگامی که خلبان قصد فرود داشت متوجه باز نشدن کامل یکی از چرخ های ارابه فرود شد. او با توجه به جداشونده نبودن محفظه سوخت در این پیش‌نمونه و برای جلوگیری از انفجار تا اتمام سوخت هواگرد تا یک و نیم ساعت دیگر به پرواز ادامه داد. با توجه به نبود تجهیزات رادیویی در این پیش‌نمونه، برای رساندن پیام به او از نوشته‌های گچی بر باند فرود استفاده شد اما هیچ‌یک از پیشنهادها مؤثر واقع نگردید. حتی خلبان دیگری به کمک یک اف‌و ۵۶ به هوا بلند شد تا به صورت مستقیم به او کمک کند. بال‌چتری بودن اف‌و ۱۵۹ فرود یک‌طرفه هواگرد را نیز مشکل می‌کرد. نهایتاً پس از اتمام سوخت، خلبان با همان ارابه نیمه باز اقدام به فرود کرد. ارابه فرود نیمه باز بلافاصله پس از برخورد به زمین شکسته شد و هواگرد شروع به غلت زدن کرد تا در آخر به صورت واژگون متوقف شد. با وجود این که خلبان تنها چند جراحت جزئی برداشت اما هواگرد به صورت کامل منهدم گردید. در حالی که ارابه فرود در مرحله طراحی بر روی زمین به راحتی باز و بسته می‌شد، مشخص شد مهندسان طراح فشار هوا را هنگام پرواز در نظر نگرفته بودند. این امر خود به دلیل نبود تجربه مشابه در این شرکت بود زیرا همه هواگردهای قبلی این شرکت (بجز اف‌و ۵۸ با ساختار بال پایین و اف‌و ۵۶) با ارابه فرود ثابت ساخته شده بودند. این پیش نمونه از یک ملخ دو تیغه چوبی با زاویه ثابت استفاده می‌کرد.
پیش‌نمونه دوم با ارابه فرود تقویت شده و ابزار هیدرولیک قوی‌تر طراحی شد. مشکل ارابه فرود همچنان به شدت پابرجا و سرعت صعود و چرخش این پیش‌نمونه نیز بسیار ضعیف بود. این پیش‌نمونه نخستین هواگرد فوکه-وولف بود که در رقابت شرکت کرد و به وضوح در رقابت با سایر رقبا بدترین نمونه به حساب می‌آمد.
در پیش‌نمونه سوم که موتور قدرتمندتر یونکرس یومو ۲۱۰وی و ملخ سه تیغه چوبی با زاویه ثابت استفاده می‌کرد و دو مسلسل هماهنگ شده ام‌گه ۱۷ نیز در دماغه آن تعبیه شده بود، با وجود اشاره به جایگیری حداقل ۱۰۰۰ فشنگ در هر مسلسل در درخواست وزارت هوانوردی، هر یک این مسلسل‌ها با توجه به کمبود فضا تنها ۵۰۰ فشنگ داشتند. طرحی نیز برای قرار دادن یک توپ خودکار ۲۰ میلی‌متری وجود داشت که با توجه خلق گرمای بسیار زیاد درون موتور عملی نشد. با وجود ویژگی‌های خوب هنگام پرواز، مشکل ارابه فرود هنوز حل نشده و سرعت صعود و چرخش همچنان راضی کننده نبود و مقاومت آن به هوا نسبت به رقبایش یعنی آرادو آر ۸۰، هاینکل ۱۱۲ و مسرشمیت ب‌اف ۱۰۹ بیشتر بود. با تغییر موتور قطعات بدنه روی آن دیگر جداشونده نبودند.
در نهایت اف‌و ۱۵۹ تنها در مرحله پیش‌نمونه باقی ماند و مورد علاقه وزارت هوانوردی واقع نشد تا دست آخر ب‌اف ۱۰۹ برنده این رقابت گردد.

## مشخصات فنی (پیش‌نمونه دوم)

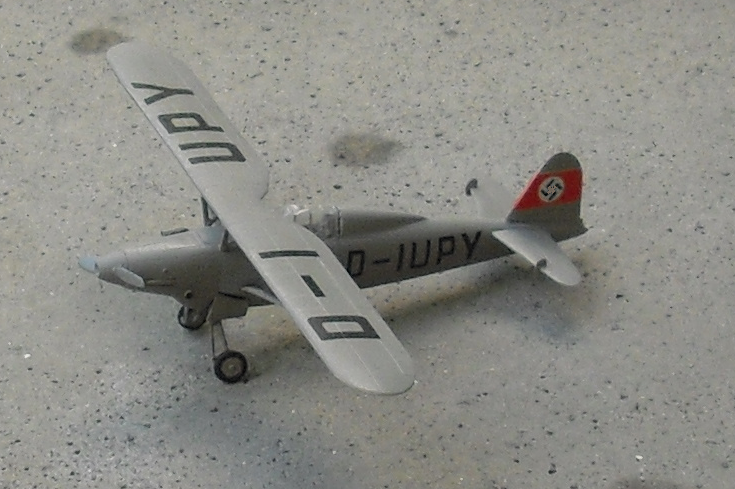
ماکت فوکه-وولف اف‌و ۱۵۹

### مشخصات عمومی
- خدمه: ۱ نفر
- طول: ۹٫۷۷ متر
- طول بال: ۱۲٫۴ متر
- ارتفاع: ۳٫۷۵ متر
- مساحت بال: ۱۴ متر مربع
- وزن خالی: ۱۸۷۵ کیلوگرم
- وزن ناخالص: ۲۲۵۰ کیلوگرم
- نیرومحرکه: یک موتور پیستونی ۱۲ سیلندر یونکرس یومو ۲۱۰دی خنک شونده با مایعات: ۶۸۰ اسب بخار
- پروانه: ملخ دو تیغه چوبی با زاویه ثابت
- ظرفیت محفظه سوخت: ۳۲۰ لیتر[۲]
- نسبات توان به وزن: ۳٫۴۶ کیلوگرم بر اسب بخار[۲]

### عملکرد
- حداکثر سرعت: ۳۸۵ کیلومتر بر ساعت در ۴۰۰۰ متری
- پایاسیر: ۲۵۵ کیلومتر بر ساعت
- برد: ۶۵۰ کیلومتر
- حداکثر ارتفاع: ۷۲۰۰ متر[۳]
- سرعت صعود: ۹٫۸ متر بر ثانیه،[۲] ۱۰۰۰ متر در ۱ دقیقه و ۴۵ ثانیه[۲]

### تسلیحات
- دو مسلسل هماهنگ شده ثابت ام‌گه ۱۷ با کالیبر ۷٫۹۲ میلی‌متر بر روی موتور: هر مسلسل ۵۰۰ فشنگ